# Camilla Tilling
Camilla Viktoria Tilling, född Rydh 18 maj 1971 i Örtomta församling, Östergötlands län, är en svensk operasångare (sopran).
Camilla Tilling växte upp i Lackhälla, Linköping, och är dotter till Karl-Henry Rydh och Inger Rydh. Efter studier på Musikgymnasiet De Geer genomgick Tilling sångpedagogutbildning på Musikhögskolan vid Örebro universitet. Hon var senare Jenny Lind-stipendiat och fick sin solistutbildning vid Operahögskolan i Göteborg (1997–1998) samt vid Royal College of Music i London. 
Sin debut gjorde hon som Olympia i Hoffmanns äventyr på Göteborgsoperan 1997. Camilla Tilling har bland annat framträtt på Covent Garden i London och Metropolitan Opera i New York. I december 2005 gjorde hon sin debut på La Scala i Milano som Ilia i Mozarts Idomeneo.
Camilla Tilling har varit gift med musikern Erik Tilling. I ett senare förhållande har hon två söner. Hon är bosatt i Schweiz.

## Priser och utmärkelser
- 1995 – Jenny Lind-stipendiet[6]
- 2001 – Sten A Olssons kulturstipendium